# Salyut

Chương trình Salyut

Chương trình Salyut (tiếng Nga: Салю́т, IPA: [sɐˈlʲut], Salute, nghĩa Việt ngữ là Chào mừng) là chương trình trạm không gian đầu tiên được Liên Xô thực hiện, trong đó bao gồm một loạt bốn trạm không gian nghiên cứu khoa học và hai trạm không gian do thám quân sự có phi hành đoàn trong khoảng thời gian 15 năm, từ 1971 đến 1986. Hai trạm Salyut khác đã phóng thất bại. Salyut một mặt được thiết kế để thực hiện nghiên cứu dài hạn các vấn đề về cuộc sống trong vũ trụ và một loạt các thí nghiệm về thiên văn học, sinh học và tài nguyên Trái đất, mặt khác chương trình dân sự này đã được sử dụng như một vỏ bọc cho các trạm quân sự tuyệt mật Almaz đứng đằng sau dự án Salyut. Salyut 1, trạm đầu tiên trong chương trình, trở thành trạm không gian đầu tiên có phi hành đoàn trên thế giới.
Salyut đã phá vỡ nhiều kỷ lục chuyến bay vũ trụ, trong đó có một số kỷ lục về thời gian, lần đầu tiên các phi hành đoàn bàn giao một trạm không gian trên quỹ đạo và một số kỷ lục ra ngoài khoảng không. Chương trình Salyut có vai trò quan trọng đối với sự phát triển công nghệ các trạm không gian từ cơ bản, giai đoạn phát triển kỹ thuật, từ trạm lắp rắp một cổng đến phức tạp - đa cổng, thành tiền đồn dài hạn trên quỹ đạo với năng lực khoa học ấn tượng, mà công nghệ tiếp tục được kế thừa cho đến nay. Cuối cùng, kinh nghiệm thu được từ các trạm Salyut tiếp tục mở đường cho các trạm không gian nhiều mô-đun như Mir và Trạm vũ trụ quốc tế, mà mỗi trạm đều sở hữu mô-đun tâm điểm có nguồn gốc từ Salyut.
Mir-2 (DOS-8), tram vũ trụ cuối cùng của loạt Salyut, đã trở thành một trong các mô-đun đầu tiên của ISS. Mô-đun đầu tiên của ISS, Zarya do Nga chế tạo, phần lớn dựa vào công nghệ phát triển trong chương trình Salyut.

## Lịch sử của trạm không gian Salyut
Chương trình bao gồm hệ DOS (Trạm quỹ đạo bền vững - Durable Orbital Station) dân sự và OPS (Trạm quỹ đạo có người lái - Orbital Piloted Station) quân sự:
Các trạm không gian Almaz-OPS (Алмаз - Diamond - Kim cương) đã được thiết kế từ tháng 10 năm 1964 của tổ chức OKB-52 của Vladimir Chelomei như trạm không gian quân sự, rất lâu trước khi chương trình Salyut bắt đầu. Đối với Salyut, sửa đổi nhỏ đã được thực hiện vào cổng nối của OPS để chứa tàu vũ trụ Soyuz ngoài tàu vũ trụ TKS.
DOS-trạm không gian dân sự được thiết kế bởi OKB-1 của Sergei Korolev-đã có cạnh tranh khốc liệt trong ngành công nghiệp không gian của Liên Xô trong suốt thời gian của chương trình âm lịch có người lái của Liên Xô. Trong một nỗ lực của OKB-1 để bắt kịp với OKB-52, họ đã Almaz-OPS thiết kế thân tàu Chelomei và giao phối nó với các hệ thống có nguồn gốc từ Soyuz của mình. [2] Điều này đã được thực hiện bắt đầu với công việc khái niệm trong tháng 8 năm 1969. [3 ] Các hệ điều hành DOS khác với các mô-đun OPS trong một số khía cạnh, bao gồm các tấm năng lượng mặt trời thêm, phía trước và (trong Salyut 6 và 7) cổng nối phía sau cho tàu vũ trụ Soyuz và tàu vũ trụ TKS, và cuối cùng nhiều cổng nối trong hệ điều hành DOS-7 và hệ điều hành DOS-8 đính kèm thêm các mô-đun trạm không gian.
Khi đã nhận ra rằng các trạm DOS dân sự sau này có thể không chỉ cung cấp một câu chuyện trang bìa cho chương trình Almaz quân sự, nhưng có thể được hoàn thành trong vòng một năm (và ít nhất một năm sớm hơn so với Almaz), chương trình Salyut bắt đầu vào ngày 15 tháng 2 năm 1970 -. với điều kiện chương trình âm lịch có người lái sẽ không bị [2] Tuy nhiên, các kỹ sư tại OKB-1 ngay lập tức chuyển từ L3 nỗ lực âm lịch tàu đổ bộ, được coi là một ngõ cụt, để bắt đầu làm việc trên hệ điều hành DOS - bất chấp lo ngại rằng nó sẽ giết Xô có người lái mặt trăng bắn. [3] Cuối cùng nó bật ra rằng Liên Xô N1 "mặt trăng Shot" tên lửa không bao giờ bay thành công, vì vậy quyết định OKB-1 từ bỏ Liên Xô chương trình âm lịch có người lái xấu số, và để lấy được một trạm không gian DOS từ hệ thống con Soyuz hiện có và một thân tàu Almaz / OPS được chứng minh là đúng: thời gian thực tế từ khi thành lập trạm của hệ điều hành DOS sự ra mắt của hệ điều hành DOS dựa trên Salyut 1 trạm không gian đầu tiên chỉ mất 16 tháng; trạm không gian đầu tiên của thế giới đã được đưa ra bởi Liên Xô, hai năm trước khi Skylab của Mỹ và trạm Almaz / OPS bay lần đầu tiên.
Ban đầu các trạm không gian đã được đặt tên Zarya, từ Nga cho 'Dawn. Tuy nhiên, như sự ra mắt của trạm đầu tiên trong chương trình đã được chuẩn bị, nó đã nhận ra rằng điều này sẽ xung đột với các dấu hiệu cuộc gọi Zarya của trung tâm điều khiển chuyến bay (TsUP) trong Korolyov - do đó tên của trạm không gian đã được thay đổi để Salyut trong thời gian ngắn trước khi ra mắt của Salyut 1. [3] [4]
Trong khi tổng cộng chín trạm không gian đã được đưa ra trong chương trình Salyut, với sáu người lái thành công, thiết lập một số hồ sơ trên đường đi, nó đã được các trạm Salyut 6 và Salyut 7 đã trở thành ngựa thồ của chương trình. Trong tổng số 1697 ngày của cư trú mà tất cả các đội Salyut đạt được, Salyut 6 và 7 chiếm 1499. Trong khi Skylab đã đặc trưng một cổng nối thứ hai, hai trạm Salyut đã trở thành người đầu tiên thực sự sử dụng hai cổng nối: Điều này làm cho nó có thể cho hai tàu vũ trụ Soyuz cập cảng cùng một lúc để trao đổi phi hành đoàn của trạm và cho Tiến tàu vũ trụ tiếp tế các trạm, cho phép lần đầu tiên một ("thường trú") nghề nghiệp liên tục của các trạm không gian.
Di sản của chương trình Salyut tiếp tục sống trên trong lần đầu tiên đa module trạm không gian Mir với Mir Module Lõi ("DOS-7"), mà tích lũy 4592 ngày cư trú, và trong Trạm vũ trụ quốc tế (ISS) với Zvezda module ("DOS-8"), mà như của ngày 21 Tháng 8 năm 2012 lũy kế 4.310 ngày cư trú. Hơn nữa, hàng hóa khối module trạm không gian chức năng đều bắt nguồn từ chương trình Almaz, với các mô-đun Zarya ISS vẫn đang hoạt động cùng với Zvezda.

### Các trạm không gian đầu tiên - thế hệ đầu tiên

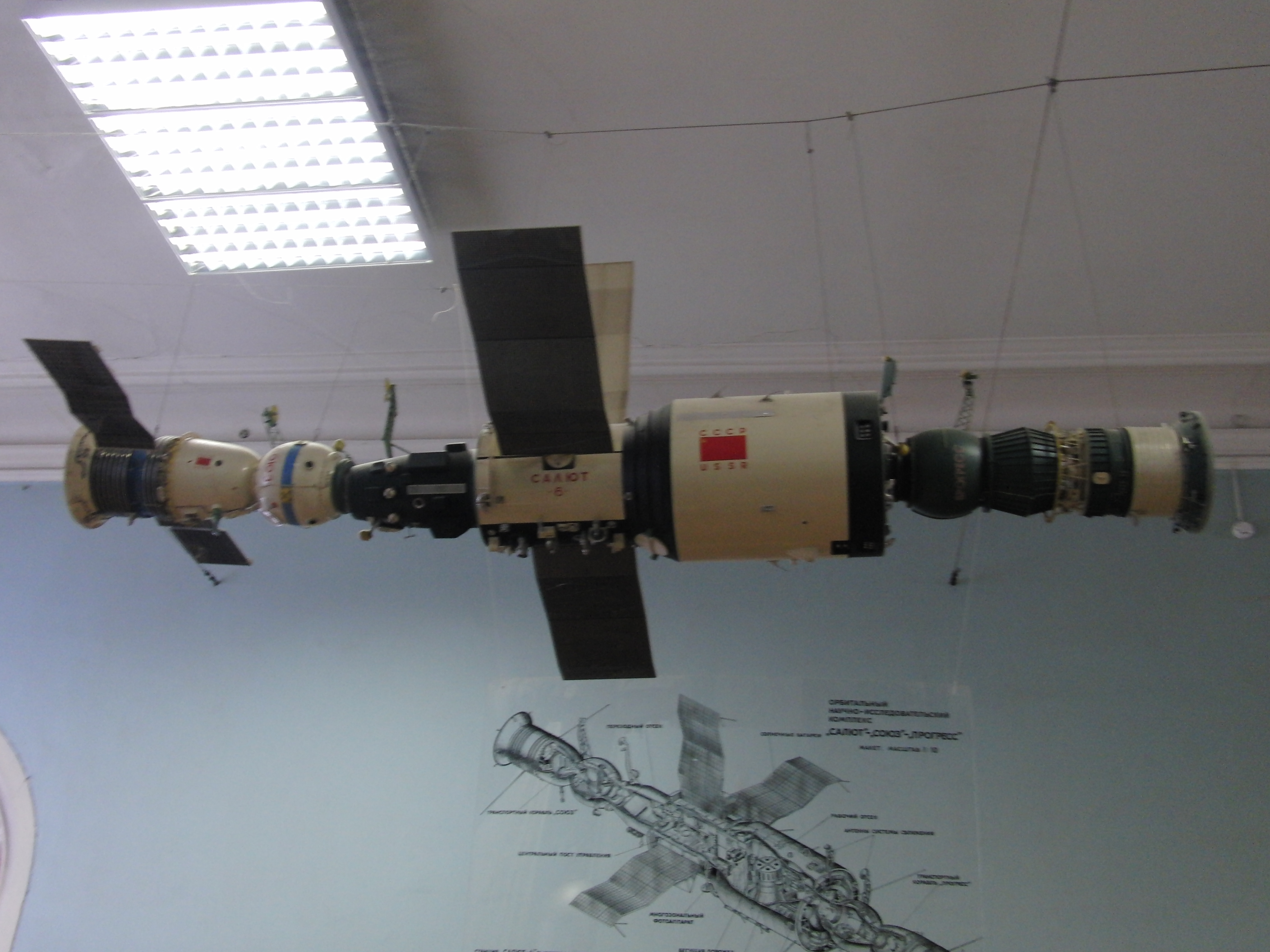
Mô hình trạm vũ trụ "Chào mừng-6" tại Bảo tàng hàng không vụ trụ Nga ở thành phố Zvezda (Nga). Bên trái là mô hình tàu vận tải chở người "Liên Hợp". Bên phái là mô hình tàu chở hàng không người lái "Tiến Bộ"

#### Salyut 1 (DOS-1)
Soyuz 10 mang theo những phi hành đoàn đầu tiên lên thăm Salyut 1, tuy nhiên do không thể kết nối với trạm không gian nên nhiệm vụ này bị hủy bỏ. Phi hành đoàn thứ hai lên Salyut 1 là Soyuz 11 và đã thành công kết nối với trạm. Các phi hành gia đã ở trên trạm và thực hiện các thử nghiệm trong vòng 23 ngày. Tuy nhiên các phi hành đoàn đã thiệt mạng trước khi quay lại Soyuz 11 và quay trở về Trái Đất vào ngày 30 tháng 6 năm 1971 - một van cân bằng áp suất trong các mô-đun hậu duệ của Soyuz đã mở quá sớm khi ba mô-đun của tàu vũ trụ tách ra, làm cả ba nghẹt thở.
Salyut 1, trạm không gian đầu tiên trong lịch sử của chuyến bay không gian, được nhìn thấy ở đây với các cập cảng Soyuz 10 tàu vũ trụ.
Salyut 1 đã được chuyển đến một quỹ đạo cao hơn giữa tháng Bảy và tháng 8 năm 1971 để đảm bảo rằng nó sẽ không bị phá hủy sớm thông qua phân rã quỹ đạo. Trong khi đó, Soyuz viên đã được đáng kể thiết kế lại để cho phép phù hợp với áp lực phải được đeo trong thời gian ra mắt, diễn tập lắp ghép, và tái nhập cảnh. [5] Tuy nhiên, Salyut 1 chạy ra khỏi nguồn cung cấp trước khi các nỗ lực tái thiết kế Soyuz đã được ký kết, và nó đã được quyết định sa thải các công cụ lần cuối cùng vào ngày 11 tháng Mười, giảm quỹ đạo của nó và bảo đảm việc phá hoại tái nhập cảnh trên Thái Bình Dương. Sau 175 ngày trong không gian, trạm không gian đầu tiên thực sự đã kết thúc.

#### DOS-2
DOS-2 được phóng vào ngày 29 tháng 7 năm 1972 Nó tương tự như trong thiết kế để Salyut 1 Giai đoạn thứ hai của tên lửa Proton của nó thất bại.. DOS-2 không bao giờ chạm tới quỹ đạo và đâm vào Thái Bình Dương.

#### Salyut 2 (OPS-1)
Salyut 2 (OPS-1) (tiếng Nga: Салют-2; tiếng Anh: Salute 2) đã được đưa ra vào 04 tháng 4 năm 1973 Trạm không gian là, mặc dù nó "Salyut 2" định, dự kiến sẽ được các trạm không gian quân sự đầu tiên, một phần của. các phân loại cao quân đội không gian chương trình trạm Almaz - chỉ định Salyut đã được lựa chọn để che giấu bản chất thật sự của nó. Mặc dù nó đã phóng thành công, trong vòng hai ngày, không người lái Salyut 2 bắt đầu mất áp lực và hệ thống điều khiển chuyến bay của mình thất bại; nguyên nhân của sự thất bại là có thể do mảnh đạn từ Proton tên lửa giai đoạn trên bị loại bỏ và phát nổ mà đâm trạm. Trên 11 Tháng tư năm 1973, bảy ngày sau khi ra mắt, một tai nạn không thể giải thích do cả hai tấm pin mặt trời được xé rời khỏi trạm không gian, cắt đứt tất cả các quyền lực. Salyut 2 lại vào ngày 28 tháng năm 1973.

#### Cosmos 557 (DOS-3)
Các mô-đun hệ điều hành DOS-3 đã được đưa ra vào ngày 11 tháng năm 1973 - ba ngày trước khi ra mắt của Skylab - và được dự kiến sẽ trở thành trạm không gian dân sự tiếp theo với một định Salyut. Do sai sót trong hệ thống điều khiển bay khi ra khỏi phạm vi từ kiểm soát mặt đất, trạm quỹ đạo bắn động cơ hiệu chỉnh của nó cho đến khi nó tiêu thụ tất cả các nhiên liệu của nó. Kể từ khi tàu vũ trụ đã ở quỹ đạo và đã được đăng ký bởi radar phương Tây, Liên Xô cải trang ra mắt như "Cosmos 557" - nó đã được tiết lộ để có được một trạm Salyut chỉ sau này. Nó lại vào bầu khí quyển của Trái đất một tuần sau đó, và bị đốt cháy trên tái nhập cảnh.

#### Salyut 3 (OPS-2)
Salyut 3 (OPS-2) (tiếng Nga: Салют-3; tiếng Anh: Salute 3) đã được đưa ra vào ngày 25 tháng 6 năm 1974 như Salyut 2, nó cũng là một trạm không gian Almaz quân sự, mặc dù không giống như người tiền nhiệm của nó, nó đã được phóng thành công.. Nó được sử dụng để thử nghiệm một loạt các cảm biến trinh sát, trở về một hộp của bộ phim để phân tích. Trên 24 Tháng một năm 1975, sau khi các trạm đã được lệnh deorbit, thử nghiệm của on-board pháo 23 mm Nudelman máy bay (các nguồn khác [ai?] Nói rằng đó là một Nudelman NR-30 súng 30 mm) được thực hiện với kết quả tích cực tại dao động từ 3.000 m đến 500 m. [6] phi hành gia đã xác nhận rằng một vệ tinh mục tiêu đã bị phá hủy trong các thử nghiệm. [cần dẫn nguồn] Ngày hôm sau, các trạm được lệnh deorbit. Chỉ có một trong ba đội có ý định lên thành công và phi hành đoàn trạm, đưa ra bởi Soyuz 14; Soyuz 15 cố gắng đưa một phi hành đoàn thứ hai nhưng không bến. Tuy nhiên, đó là một thành công chung. Quỹ đạo của trạm bị hư hỏng, và nó lại vào bầu khí quyển trên 24 Tháng một năm 1975.

#### Salyut 4 (DOS-4)
Salyut 4 (DOS-4) (tiếng Nga: Салют-4; tiếng Anh: Salute 4) đã được đưa ra vào ngày 26 Tháng Mười Hai năm 1974 Đó là bản chất là một bản sao của hệ điều hành DOS-3, và không giống như anh chị em xấu số của nó, đó là một thành công hoàn toàn.. Hai đội đã ở lại trên tàu Salyut 4 (Soyuz 17 và Soyuz 18), trong đó có một thời hạn 63 ngày, và một Soyuz viên nang không người lái (Soyuz 20) vẫn cập cảng đến trạm trong ba tháng, chứng minh độ bền lâu dài của hệ thống. Salyut 4 được nhận tín hiệu dừng hoạt động ngày 02 Tháng Hai 1977, và tự hủy trong bầu khí quyển của Trái đất vào ngày hôm sau.

#### Salyut 6 và Salyut 7 (DOS-5 và DOS-5)
"Salyut-6" và "Salyut-7" được chế tạo bởi tổ hợp công nghiệp vũ trụ KB Korolev là hai trạm không gian mới có nhiều tính năng ưu việt hơn so với thế hệ Salyut 1 đến Salyut 5. Salyut 6 và Salyut 7 có hai mối ghép nối ở hai đầu trạm kèm theo các buồng chuyển đổi trước khi vào khoang tổ hợp. Nó cho phép 2 tàu vũ trụ ghép với trạm (tàu vũ trụ Soyuz (Союз - Liên Hợp), tàu vận tải Tiến bộ(Прогресс - Progress) và tàu vũ trụ thử nghiệm TKS do Almaz chế tạo) ở hai mối nối này. Nó cũng cho phép luân phiên thay thế các tàu vũ trụ sao cho trên trạm luôn luôn có một tàu chở người trong trạng thái thường trực để di tản các nhà du hành vũ trụ một khi trạm Salyut gặp sự cố có nguy cơ bị hủy diệt.
Trạm có dung tích lớn gấp rưỡi các trạm trước đó, có khả năng chứa nhiều thiết bị cũng như các kho dự trữ để bổ sung nhiên liệu, các bình ắc quy, khí nén, nước uống, thực phẩm và nhu yếu phẩm khác đảm bảo cuộc sống và công tác dài ngày của các phi hành gia trên vũ trụ. Hệ thống động cơ riêng của trạm dùng ni tơ nén lỏng có thể giúp cho trạm nâng quỹ đạo hoặc xoay chuyển trong không gian khi cần một vị trí thuận lợi. Ngoài ra, trạm cũng có thể nâng quỹ đạo nhờ động cơ của các tàu "Tiến bộ" không người lái. Qua đó giúp kéo dài tuổi thọ của trạm trên không gian. Với hệ thống áo giáp vũ trụ kiểu mới, các phi công vũ trụ trên trạm có thể ra không gian để bảo trì và sửa chữa khi cần thiết.
Salyut 6 được phóng ngày 29 tháng 9 năm 1977, kết thúc hoạt động ngày 29 tháng 7 năm 1982.
Salyut 7 được phóng ngày 19 tháng 4 năm 1982, kết thúc hoạt động ngày 7 tháng 2 năm 1991. Đây là trạm có tuổi thọ cao nhất trong các thế hệ trạm không gian kiểu Salyut.

## Hậu thế của chương trình Salyut

### Mô-đun Lõi của Mir (DOS-7)
Mô đun lõi của Trạm Mir (Мир - Peace - Hòa bình) được phóng lên vào ngày 19 tháng 2 năm 1986, là mô-đun đầu tiên của trạm vũ trụ nhiều mô-đun đầu tiên trên thế giới-Trạm Mir. Vì mọi hoạt động của trạm Mir sẽ được chia ra cho các mô-đun khác sau này của Mir, thay vì tập trung vào 1 mô-đun duy nhất như các trạm Salyut trước, nên Mô-đun Lõi khá rộng rãi, có 2 buồng ngủ cho 2 phi hành gia và nhiều máy tính hơn các trạm Salyut trước. Một điểm khác nữa là Mô-đun Lõi có tới 6 cổng nối: 5 cổng nối ở một nút (node) ở trước mô-đun và 1 cổng nối ở sau mô-đun. Mô-đun Lõi, cùng cả trạm Mir, đã về và cháy trong khí quyển Trái Đất vào ngày 23 tháng 3 năm 2001.

### Mô-đun Dịch vụ (Service Module) Zvezda (DOS-8)
Mô-đun Zvezda (Звезда - Star - Ngôi sao), trước đó dự kiến là mô-đun của trạm Mir-2, sau này trở thành mô-đun thứ 3 của Trạm Vũ trụ Quốc tế (International Space Station - ISS). Mô-đun cung cấp chỗ ngủ cho các phi hành gia, hệ thống hỗ trợ sự sống, điện năng và các động cơ đẩy để điều chỉnh quỹ đạo của trạm. Mô-đun được phóng lên vào ngày 26 tháng 7 năm 2000.